# Чистая фэнтези
«Чистая фэнтези» («Фэнтези») — название цикла фантастических произведений Генри Лайона Олди (псевдоним Дмитрия Громова и Олега Ладыженского). В цикл входят философские произведения, действие которых развивается в условно-сказочном мире.

## Состав цикла
Цикл включает в себя три романа: «Шмагия» (2003—2004), «Приют героев» (2005), «Гарпия» (2007—2008). Своего рода дополнение к ним — «Три повести о чудесах» (2006—2007): «Захребетник», «Снулль вампира Реджинальда», «Скорлупарь», а также цикл «Рассказы очевидцев, или Архивы Надзора Семерых» (2002—2007), в который входят «Старое доброе зло», «Дуэль», «Принцесса без дракона», «Турнир в Блезуа», «Проклятие».

## Сюжеты и жанр
В жанровом отношении цикл «Фэнтези» соответствует своему названию, хотя на первый взгляд произведения цикла (не все, но некоторые из них) близки к жанру фантастического детектива: действие романов и некоторых менее крупных произведений вначале развивается в детективном ключе. Герои — к ним относятся в том числе профессиональные следователи, маги-теоретики, маги-практики и просто тяготеющие к авантюрам молодые люди — занимаются расследованием преступлений или пытаются найти объяснение странным событиям, к которым они оказались причастны. Произведения цикла отличаются от фантастического детектива тем, что действие фантастического детектива, как правило, происходит в фантастическом, но познанном и познаваемом мире, где фантастика значима лишь как антураж; авторы же «Чистой фэнтези» вводят детективный элемент, по-видимому, лишь с целью мистифицировать читателя и настроить его на отгадывание загадок, а когда читатель вместе с героями принимается расследовать запутанное дело, детективная логика в тексте перестаёт работать: мир и человек оказываются настолько таинственными, что полученное знание эту таинственность только подчёркивает. Таким образом, детективное начало в «Чистой фэнтези» присутствует лишь как элемент литературной игры, основанной на обмане читательских ожиданий. Читатель, как и герои, движется от уверенности в себе и в том, что ему известны «правила игры», к радостному открытию непознаваемости мира.
В частности, в романе «Шмагия» магу Андреа Мускулюсу приходится расследовать ряд давних и недавних происшествий: от пропажи местных детей до заговора против короля Реттии; кроме того, Мускулюс вместе со своим коллегой Фортунатом Цвяхом изучают феномен «шмагии», он же «слом» (синдром ложной маны), пытаются постичь природу демонов, рождающихся из неудовлетворённых человеческих желаний, патологических человеческих влечений. Фортунат Цвях вступает в поединок с судьбой, который не может не закончиться поражением, но это поражение может явиться победой над собой, над собственной манией. В романе «Приют героев» два следователя Конрад фон Шмуц и Генриетта Куколь расследуют исчезновение квесторов, членов Ордена Зари. В конце романа обнаруживается суть квеста — спасти жизнь ребёнку, не успевшему родиться, а отнюдь не борьба абсолютного Добра с абсолютным Злом; пропавшие квесторы обнаруживаются; а Конрад и Генриетта подумывают о женитьбе. В романе «Гарпия» маг Матиас Кручек вместе с гарпией Келеной исследуют причины недуга, от которого страдает поэт Томас Биннори; заодно читатель узнаёт, чем в плане мировосприятия отличаются друг от друга гарпии и люди: гарпиям свойственна специфическая безэмоциональная память и они живут в полном смысле слова «здесь и сейчас». Затрагивается очень значимая для фантастики проблема другого: самопознание человека в фантастике осуществляется именно на фоне тех или иных нелюдей. Таким образом, в каждом из трёх романов цикла детективная завязка сменяется фэнтезийной развязкой. Аналогично построены и «Три повести о чудесах», и некоторые рассказы из «Архива Надзора Семерых».
В фантастике цикла «Чистая фэнтези» есть место чуду, причём чудо это без магии. Оно случается тогда, когда изменения осуществляются не во внешнем мире, но в самом человеке, когда происходят изменения его картины мира, его кругозора. Чудо это может произойти и с магом-интеллектуалом (например, в романе «Шмагия»), и с юным фехтовальщиком Джеймсом Ривердейлом («Захребетник»), и с вампиром («Снулль вампира Реджинальда»), и с обычными уроженцами посёлка Ясные Заусенцы (рассказ «Проклятие»). Авторская ирония и игра с читателем в литературные ассоциации затрагивают представление о мире уже не героев, а читателя, и чудо проецируется из текста во внелитературную реальность, пусть и не фантастическую, но тоже заключающую в себе тайны.